# شتاب‌سنج خازنی
شتاب‌سنج خازنی یکی از دسته‌های متنوع شتاب‌سنج‌ها هستند. شتاب‌سنج خازنی بر مبنای تغییرات خازن متغیر کار می‌کنند. وقتی شتاب، صفحات خازن را جابجا می‌کند، یک تغییر قابل اندازه‌گیری در ظرفیت خازن رخ می‌دهد. پاسخ شتاب‌سنج‌های خازنی از نوع DC است، یعنی هم شتاب استاتیک هم شتاب دینامیک را می‌توان اندازه‌گیری کرد. از این حسگرها برای اندازه‌گیری ارتعاشات فرکانس پایین و شتاب حالت پایدار استفاده می‌شود. برخی از مزایای شتاب‌سنج خازنی شامل دقت بالا، حساسیت بالا، پاسخ مناسب به ورودی ثابت، عملکرد مناسب در برابر نویز، تغییر کم پارامترهای این شتاب‌سنج‌ها در طول زمان، حساسیت عرضی کم، حساسیت دمایی کم، افت توان پایین، اعمال نیروی فیدبک و سادگی ساختار مکانیکی آنها می‌باشد. پهنای باند این شتاب‌سنج خازنی به خاطر ویژگی‌های فیزیکی آنها محدود به چند صد هرتز است. شتاب‌سنج خازنی برای حرکت با فرکانس کم و اندازه‌گیری شتاب استاتیک مناسب است. برای اندازه‌گیری ارتعاش با فرکانس بالا باید از شتاب‌سنج‌های دیگر از جمله شتاب‌سنج پیزوالکتریک استفاده کرد.

## مدل‌سازی شتاب‌سنج خازنی

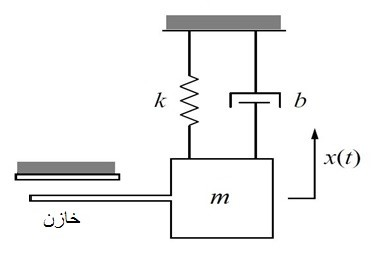
در این سیستم یک جرم متصل به میراگر و فنر داریم که با اعمال شتاب حرکت کرده و ظرفیت خازن را تغییر می‌دهد.

نحوه عملکرد یک شتاب‌سنج خازنی را می‌توان با یک سیستم جرم-فنر-میراگر مدل‌سازی کرد. در این سیستم یک جرم متصل به میراگر و فنر داریم که با اعمال نیرو حرکت می‌کند. به جرم یک یا چند الکترود وصل شده‌است که با حرکت جرم آنها هم حرکت می‌کنند. به این الکترودها الکترودهای متغیر می‌گوییم. همچنین در مقابل الکترودهای متغیر الکترودهای ثابت قرار گرفته شده که در جای خود ثابت قرار گرفته‌است. این دو الکترودهای ثابت و متغیر تشکیل یک خازن را می‌دهد. ظرفیت خازن با فاصله بین دو الکترود رابطه عکس دارد. با جابجایی الکترود متغیر ظرفیت خازن تغییر می‌کند. تغییر ظرفیت خازن با استفاده مدارهای مناسب اندازه‌گیری می‌شود و به شتاب اعمالی نسبت داده می‌شود.

## شتاب‌سنج خازنی MEMS
شتاب‌سنج‌های خازنی بیشتر با فناوری سامانه‌های میکروالکترومکانیکی (MEMS) ساخته می‌شوند. استفاده از فناوری MEMS برای ساخت شتاب‌سنج خازنی موجب افزایش دقت و حساسیت و کاهش هزینه‌های ساخته می‌شود. در شتاب‌سنج خازنی MEMS یک جرم معمولاً بزرگ داریم که از طریق چندین فنر به تکیه‌گاه وصل است و تکیه‌گاه‌ها به زیرلایه وصل هستند. فنرها به شکل‌های مختلفی ساخته می‌شوند و با طول، عرض و ضخامت فنر می‌توان ثابت فنر را کنترل کرد. جرم را نیز با ابعاد می‌توان کنترل کرد. شتاب‌سنج‌های خازنی به دو دسته شتاب‌سنج شانه‌ای و ساندویچی تقسیم می‌شوند. در شتاب‌سنج ساندویچی معمولاً یک جفت خازن تفاضلی ابعاد بزرگ داریم در حالی که شتاب‌سنج شانه‌ای تعداد خازن‌های تفاضلی زیاد ولی ابعاد خازن‌ها کوچک می‌باشند. میرایی غالب در این حسگرها مربوط به سیال اطراف حسگر است که در بیشتر موارد هوا می‌باشد و در برخی موارد خاص خلأ می‌باشد.

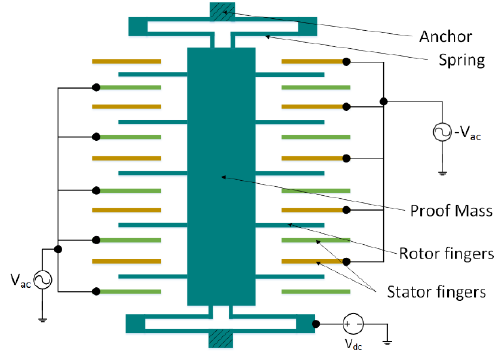
شتاب‌سنج خازنی شانه‌ای

## انواع روش ساخت شتاب‌سنج خازنی
چندین روش مختلف برای شتاب‌سنج خازنی MEMS وجود دارد. از جمله می‌توان به ریزماشین‌کاری سطحی، ریزماشین‌کاری حجمی و روش LIGA اشاره کرد.
در ریزماشینکاری سطحی حسگر بر روی زیرلایه ساخته می‌شود. این کار با لایه‌نشانی‌های متعدد و زدایش بخش‌های انتخاب شده صورت می‌پذیرد. این روش بیشتر برای شتاب‌سنج‌هایی با بازه اندازه‌گیری زیاد استفاده می‌شود. در ریزماشینکاری حجمی با زدایش قسمتهای مختلف زیرلایه، حسگر ساخته می‌شود. به علت اینکه در این روش جرم‌های بزرگ می‌توان ساخت بیشتر در شتاب‌سنج‌ها با بازه اندازه‌گیری کم مورد استفاده قرار می‌گیرد.